# Joseph Okumu
Joseph Stanley Okumu, más conocido como Joseph Okumu, (Kisumu, 26 de mayo de 1997) es un futbolista keniata que juega de defensa en el Stade de Reims de la Ligue 2. Es internacional con la selección de fútbol de Kenia.

## Trayectoria
Okumu comenzó su carrera deportiva en el Chemelil Sugar keniata, equipo en el que permaneció hasta 2016, cuando fichó por el Free State Stars sudafricano.
En 2017 se marchó a Estados Unidos, logrando jugar en el AFC Ann Arbor y en el Real Monarchs, antes de dar el salto a Europa en 2019, cuando se marchó al IF Elfsborg sueco.
Tras un par de temporadas buenas en Suecia, fichó por el K. A. A. Gante de la Primera División de Bélgica.

## Selección nacional
Okumu es internacional con la selección de fútbol de Kenia, con la que debutó el 23 de junio de 2019, en un partido de la Copa África 2019 ante la selección de fútbol de Argelia, que terminó con derrota por 2-0 para los keniatas.

## Clubes
| Club             | País           | Año       |
| ---------------- | -------------- | --------- |
| Chemelil Sugar   | Kenia          | 2014-2016 |
| Free State Stars | Sudáfrica      | 2016-2017 |
| AFC Ann Arbor    | Estados Unidos | 2018      |
| Real Monarchs    | Estados Unidos | 2018-2019 |
| IF Elfsborg      | Suecia         | 2019-2021 |
| K. A. A. Gante   | Bélgica        | 2021-2023 |
| Stade de Reims   | Francia        | 2023-act. |

## Palmarés

### Títulos nacionales
| Título          | Club           | País    | Año  |
| --------------- | -------------- | ------- | ---- |
| Copa de Bélgica | K. A. A. Gante | Bélgica | 2022 |